# خالد القربي
خالد القربي لاعب كرة قدم تونسي من مواليد 16 ديسمبر 1985 بمدينة منوبة وهو يلعب لصالح فريق النادي الإفريقي منذ سنة 2013 و يشغل خالد القربي خطة وسط ميدان دفاعي. ويبلغ طول هذا اللاعب 186 صم ويزن 75 كغ. لعب في السابق بكل من مولدية منوبة و الملعب التونسي في فئة الشباب ثم في الملعب التونسي والترجي الرياضي التونسي في فئة الأكابر قبل أن ينتقل إلى نادي السيلية القطري ثم نادي الوكرة قبل أن يعود إلى تونس من بوابة النادي الإفريقي.
وهو يلعب مع منتخب تونس لكرة القدم منذ سنة 2009.

## روابط خارجية
- خالد القربي على موقع قاعدة بيانات كرة القدم.إي يو (الإنجليزية)
- خالد القربي على موقع ناشيونال فوتبول تيمز (الإنجليزية)
- خالد القربي على موقع عالم كرة القدم.نت (الإنجليزية)
- خالد القربي على موقع كووورة